# Maria Anna zu Oettingen-Spielberg

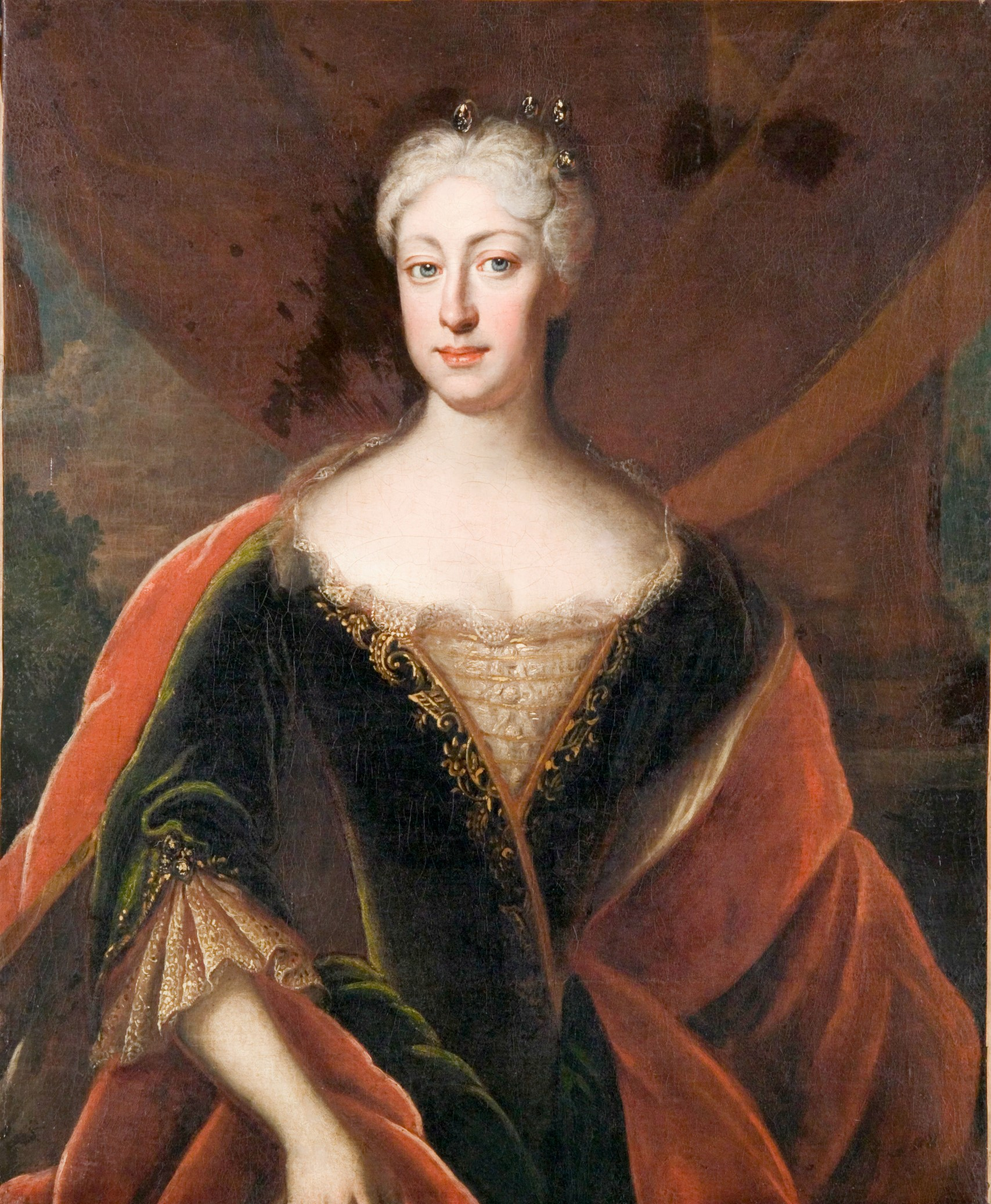
Maria Anna zu Oettingen-Spielberg, Fürstin von Liechtenstein (1693–1729)

Gräfin Maria Anna zu Oettingen-Spielberg (Maria Anna Catharina; * 21. September 1693 in Oettingen; † 15. April 1729 in Groß-Glogau, Schlesien) war durch Heirat Fürstin von Liechtenstein.

## Biografie
Maria Anna war das älteste Kind des Grafen und späteren Fürsten Franz Albrecht zu Oettingen-Spielberg (1663–1737) und dessen Gemahlin Johanna Margaretha, geborene Freiin von Schwendi (1672–1727). Am 3. August 1716 heiratete sie in Wien Fürst Joseph Johann Adam von Liechtenstein (1690–1732), Sohn des Fürsten Anton Florian von Liechtenstein (1656–1721) und dessen Gemahlin Eleonore Barbara, geborene Gräfin von Thun und Hohenstein (1661–1723). Aus der Ehe gingen fünf Kinder hervor. Als ihr Schwiegervater 1721 starb, trat ihr Gemahl die Nachfolge als regierender Fürst an.
Am 15. April 1729 verstarb sie in Groß-Glogau. Ihr Leichnam wurde in der dortigen Stadtpfarrkirche bestattet.

## Nachkommen
- Maria Eleonore (1717–1718)
- Joseph Anton (1720–1723)
- Maria Theresia (1721–1753) ⚭ 1741 Fürst Joseph I. Adam zu Schwarzenberg (1722–1782)
- Johann Nepomuk Karl (1724–1748) ⚭ 1744 Gräfin Maria Josepha von Harrach (1727–1788)
- Elisabeth Eleonore (*/† 1728)